# 田辺男外鉄
田辺 男外鉄（田邊 男外鐵、たなべ おとてつ、1860年9月13日（万延元年7月28日） - 1932年（昭和7年）12月3日）は、明治から大正時代の大日本帝国海軍軍人、政治家。最終階級は海軍機関少将。神奈川県横須賀市長。別姓は岩城。功級は功四級。

## 経歴
士族の田辺貞信の二男としてのちの石川県に生まれる。1881年（明治14年）11月、海軍機関学校を卒業し、1885年（明治18年）6月、海軍機関士となる。海軍学校在学時は岩城姓（1885年頃まで）。
海軍機関学校教授、海軍兵学校機関術教官、海軍省第二局第三課次長、同省経理局第二課々僚、海軍大学校教官兼海軍省軍務局第一課々僚を経て、1900年（明治33年）6月、海軍機関大監に進み、海軍機関学校教頭に任じた。この間、日清戦争では「大和」機関長を経て、「高雄」機関長に転じた。
ついで佐世保鎮守府機関長、呉鎮守府機関長を歴任し、1906年（明治39年）1月、海軍機関大佐に進み、翌年の1907年（明治40年）3月には少将となった。その後、1908年（明治41年）12月、待命し、翌年の12月に予備役編入となった。ほか、日露戦争に出征した。
1911年（明治44年）鈴木福松横須賀市長の後任市長候補者の推薦に当たり、遠山正次、長井群吉の候補者辞退問題などがあり、市長空席のまま半年が過ぎ、同年7月15日に田辺が市長に就任した。市長としては不言実行を掲げ、新築着工となっていた屠畜場、尋常沢山、同山埼小学校を新設し、1912年（明治45年）3月には市章を制定した。ほか、1916年（大正5年）3月には全市域および田浦町の水道拡張に関する件を市会で可決させた。
しかし、剛気な性格が市会としばしば相容れないことがあり、市長の辞意表明に端を発した市会議員の鈴木力蔵、芝崎惣吉、鹿島慶次郎、石井与吉ら4名の辞職問題が勃発。さらに栗田助役の任期満了に伴う後任助役推薦問題、市職員の収賄刑事事件より市長辞職勧告事件に発展。水道拡張事業の着工を待たずに1917年（大正6年）7月14日、任期満了となり市長を退任した。

## 栄典
- 1901年（明治34年）5月31日 - 勲四等瑞宝章[6]

## 親族
- 長男：田辺忠男（1891-1967） - 経済学者[1]、東京帝国大学経済学部教授、立教大学経済学部長、高崎経済大学初代学長。その他多くの大学で講じた[7][8]。